# Антверпен
Антве́рпен (нід. Antwerpen, МФА: [ˈɑntˌʋɛrpə(n)] А́нтверпу; фр. Anvers) — місто, порт, адміністративний центр провінції Антверпен, Бельгія, у пониззі річки Шельда. Один з найбільших портів у світі; розвинуте кораблебудування, переробка нафти, нафтохімія, текстильна промисловість та обробка алмазів; один з найбільших транспортних вузлів Європи.
Найбільше місто Бельгії за площею — 204,51 км² і столиця провінції Антверпен у Фламандії. З населенням 536 079 осіб це найбільш густонаселений муніципалітету Бельгії, а з населенням понад 900 000 осіб це друга за населенням конурбація Бельгії, поступаючись лише Брюсселю.
Через Антверпен протікає річка Шельда. Антверпен сполучено з Північним морем гирлом річки Західна Шельда. Місто розташовано приблизно за 40 км на північ від Брюсселя та приблизно за 15 км на південь від голландського кордону. Порт Антверпена є одним із найбільших у світі, займає друге місце в Європі за вантажообігом і є у 20-ті найкращих у світі.
Місто також знане як центр світової торгівлі алмазами. 2020 року Мережа досліджень глобалізації та світових міст оцінила Антверпен як Гамма + (третій рівень/вищий рівень) глобального міста.
Як економічно, так і культурно Антверпен протягом тривалого часу був важливим містом Нижніх країн, особливо до іспанського пограбування  (1576), а також під час і після наступного голландського повстання. Антверпенська біржа, спочатку побудована в 1531 році та перебудована в 1872 році, була першою в світі спеціально побудованою товарною біржею.
У 1920 році місто приймало літні Олімпійські ігри.
Мешканці Антверпена отримали прізвисько Sinjoren (голландська вимова: [sɪˈɲoːrə(n)] ),XVII столітті. Населення міста дуже різноманітне, містить близько 180 національностей; станом на 2019 рік понад 50% мешканців міста мали батьків, які не були громадянами Бельгії при народженні. Помітною спільнотою є єврейська, оскільки Антверпен є одним із двох міст у Європі (разом із Лондоном та його околицею Стемфорд-гілл), де у XXI столітті проживає значна частина харедім.

## Історія

### До 1500 року
Історичний Антверпен нібито походить від галло-римського Vicus. 
Розкопки, проведені в найдавнішій частині біля Шельди, 1952–1961 рр., дали черепки кераміки та фрагменти скла середини II століття — кінця III століття. У IV столітті Антверпен був вперше згаданий, коли був заселений франками.
За часів Меровінгів, у 7 столітті, у місті проповідував святий Аманд. 
Замок Гет-Стен було засновано за часів Каролінгів в IX столітті. Можливо, замок був побудований після набігів вікінгів у ранньому середньовіччі; у 879 р. нормани вторглися у Фландрію.  Будівля, що збереглася, була побудована в 1200 — 1225 рр. як брама до більшого замку герцогів Брабантських, який був зруйнований у XIX столітті. Це найстаріша будівля Антверпена. Наприкінці Х століття Шельда стала кордоном Священної Римської імперії. Антверпен став маркграфством у 980 році за імператора Оттона II, прикордонною провінцією, що межувала з французьким Фландрським графством.
В XI столітті найвідоміший очільник Першого хрестового походу (1096–1099), Готфрід Буйонський, був маркграфом Антверпена з 1076 року до своєї смерті в 1100 році, хоча пізніше він також був герцогом Нижньої Лотарингії (1087–1087) і Захисником Гробу Господнього (1099–1100).
У XII столітті Норберт Ксантенський заснував громаду своїх премонстратів-каноніків в абатстві Святого Михайла в Калоесі. Антверпен також був столицею Едуарда III під час його ранніх переговорів з Якобом ван Артевельде, і його син Лайонел, герцог Кларенський, народився тут в 1338 році.

### XVI століття

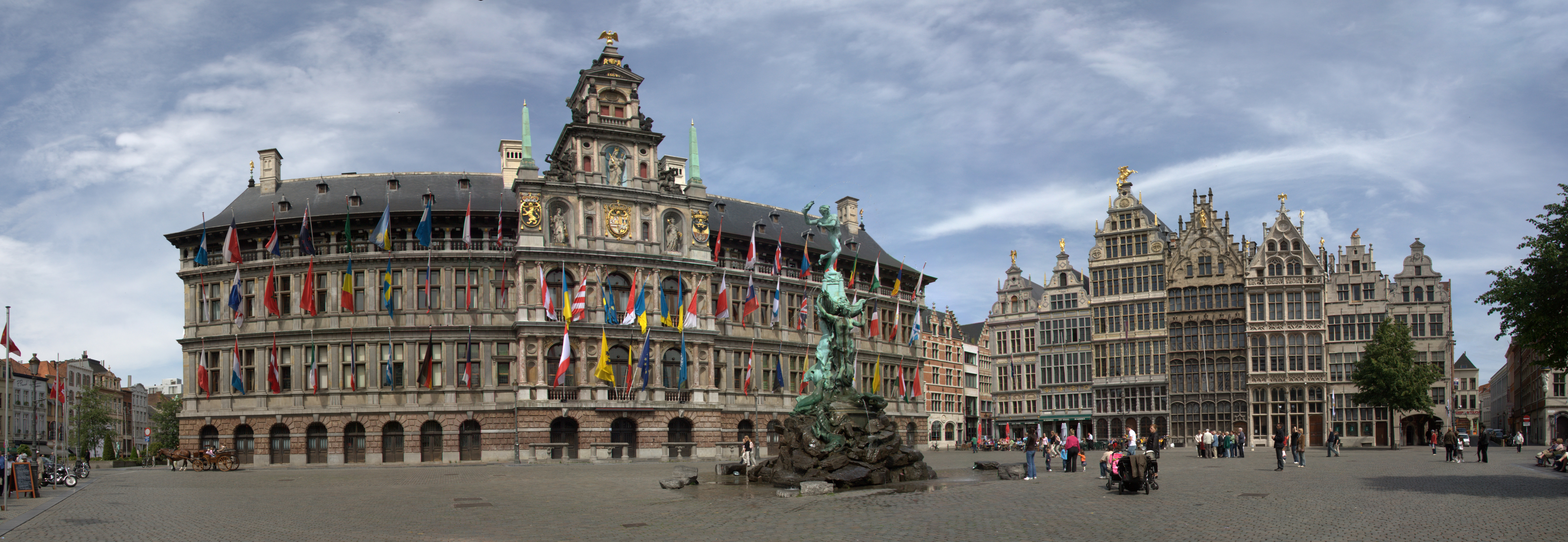
Гроте-Маркт (Антверпен) (головна площа)

Після замулення Звіну та подальшого занепаду Брюгге Антверпен, який тоді був частиною Брабантського герцогства, зазнав розвитку, і місто подвоїло своє населення в 1500 — 1569 рр. Наприкінці XV століття іноземні торгові доми були переведені з Брюгге до Антверпена, а будівля, призначена асоціації англійських купців, що діяли в місті, конкретно згадується в 1510 році. В цей час старі середземноморські торгові шляхи поступово втрачали значення, а відкриття нових морських шляхів через Африку в Азію та через Атлантику в Америку допомогли Антверпену зайняти провідне місце.
До 1504 року португальці створили в Антверпені одну зі своїх головних судноплавних баз, доставляючи прянощі з Азії та обмінюючи їх на текстиль і металеві вироби. Торгівля міста розширилася, включивши тканини з Англії, Італії та Німеччини, вина з Німеччини, Франції та Іспанії, сіль з Франції та пшеницю з Балтики. Кваліфіковані робітники міста обробляли мило, рибу, цукор і особливо сукно. Банки допомагали фінансувати торгівлю, купців і фабрикантів. Місто було космополітичним центром; її біржа була відкрита в 1531 році «Для купців усіх народів».
Антверпен став цукровою столицею Європи, імпортуючи сировину з португальських та іспанських плантацій по обидва боки Атлантики, де він вирощувався. До 1550 року місто привернуло увагу італійських та німецьких цукропереробників, які відправляли цукор до Німеччини, особливо до Кельна.
Антверпен також мав надзвичайно велику кількість художників, приблизно 360 в 1560 році, у місті з населенням приблизно 89 000 осіб в 1569 році (250 осіб на художника), він був знаний як найкраще місто для художників на північ від Альп, обслуговуючи відомих художників, таких як Пітер Брейгель.
Лихварі та фінансисти розвинули великий бізнес, позичаючи гроші по всій Європі, включаючи англійський уряд в 1544–1574 роках. Лондонські банкіри були надто малі, щоб працювати в такому масштабі, а Антверпен мав високоефективну біржу, яка сама залучала багатих банкірів з усієї Європи. Після 1570-х років банківський бізнес міста занепав: Англія припинила свої запозичення в Антверпені в 1574 році.
Фернан Бродель стверджує, що Антверпен став «центром усієї міжнародної економіки, чим Брюгге ніколи не був навіть під час свого розквіту». Антверпен мав найвищі темпи зростання і був найбагатшим містом Європи на той час. Золота доба Антверпена тісно пов'язана з «Епохою досліджень». У першій половині XVI століття Антверпен став другим за величиною європейським містом на північ від Альп. У місті проживало багато іноземних купців. Франческо Гвічардіні, флорентійський посланник, заявив, що за день проходитимуть сотні кораблів, а щотижня в місто заходить 2000 возів. Португальські кораблі, навантажені перцем і корицею, розвантажували свій вантаж. За словами Люка-Норманда Тельє, «за оцінками, порт Антверпена приносив іспанській короні всемеро більше прибутків, ніж іспанська колонізація Америки».
Не маючи торговельного флоту далекого плавання та керований олігархією банкірів-аристократів, яким заборонено займатися торгівлею, економіка Антверпена була під контролем іноземних держав, що зробило місто дуже космополітичним, з купцями та торговцями з Венеції, Генуї, Рагузи, Іспанія та Португалія. Антверпен дотримувався політики толерантності, яка привернула велику криптоєврейську громаду, що складалася з мігрантів з Іспанії та Португалії.
Свою золоту добу Антверпен пережив три рази: перший був оснований на ринку перцю, другий був започаткований американським сріблом, що надходив із Севільї (закінчився банкрутством Іспанії в 1557 році), і третій – після стабілізаційного договору Като-Камбрезі в 1559 р. на основі текстильної промисловості. 
На початку  XVI століття на Антверпен припадало 40% світової торгівлі. Цикли підйому та спаду та висока вартість життя тиснули на менш кваліфікованих працівників. Після 1541 року економіка та населення міста різко впали. Португальські купці покинули місто в 1549 році, і торгівля англійською тканиною занепала. Численні фінансові банкрутства почалися близько 1557 року. Амстердам замінив Антверпен як головний торговий центр регіону.

#### Епоха Реформації

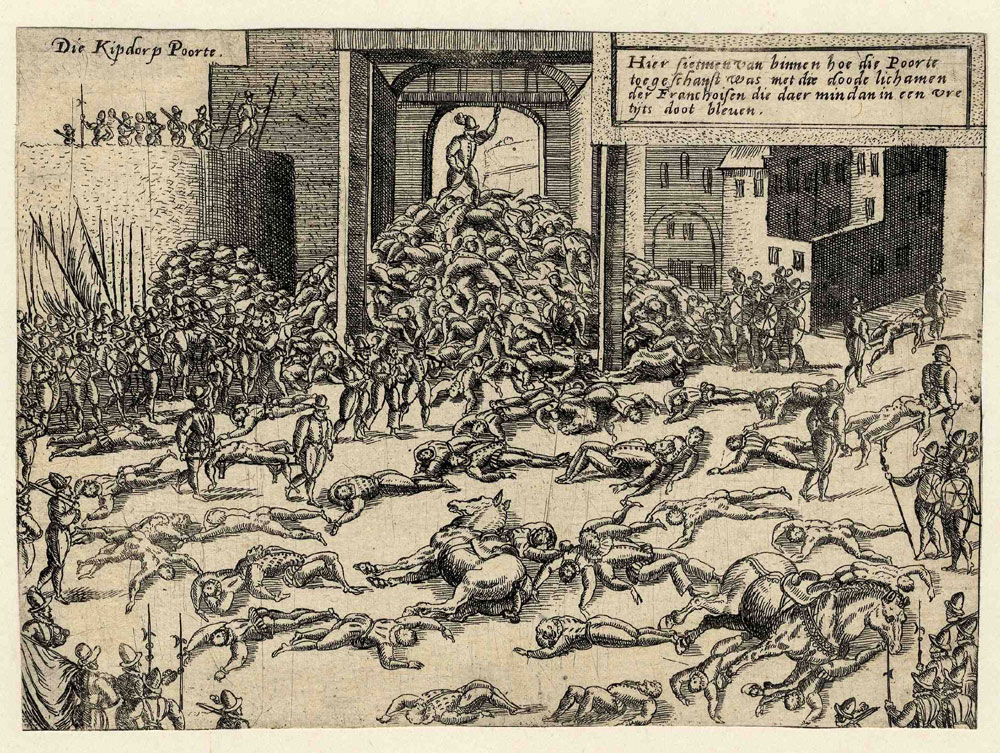
Пограбування Антверпена в 1576 році, у якому загинуло близько 7000 людей

Релігійна революція Реформації вибухнула жорстокими заворушеннями в серпні 1566 року, як і в інших частинах Нижніх Земель. Регент Маргарет, герцогиня Пармська, була позбавлена влади коли Філіп II послав герцога Альбу на чолі армії наступного літа. Коли в 1568 році спалахнуло голландське повстання проти Іспанії, комерційна торгівля між Антверпеном та іспанським портом Більбао занепала та стала неможливою. 4 листопада 1576 року іспанські солдати розграбували місто під час так званого Іспанської люті: 8000 громадян було вбито, кілька будинків спалено, завдано збитків на суму понад 2 мільйони фунтів стерлінгів.

#### Голландське повстання
Згодом місто приєдналося до Утрехтської унії в 1579 році і стало столицею Нідерландського повстання. У 1585 році Алессандро Фарнезе захопив його після тривалої облоги і в рамках умов капітуляції його громадянам-протестантам було надано два роки, щоб залагодити свої справи, перш ніж покинути місто. Більшість переїхали до Сполучених провінцій на півночі, розпочавши голландську Золоту добу. Банківська справа Антверпена протягом покоління контролювалася Генуєю, а Амстердам став новим торговим центром.

### XVII — XIX ст
Визнання незалежності Сполучених провінцій за Мюнстерським договором 1648 року передбачало, що Шельда мала бути закрита для судноплавства, що знищило торговельну діяльність Антверпена. Ця перешкода залишалася в силі до 1863 року, хоча положення були послаблені під час французької окупації 1795—1814 років, а також коли Бельгія була частиною Об'єднаного королівства Нідерланди (1815-1830).
Антверпен досяг найнижчої точки депопуляції в 1800 році, і його населення впало до 40 000, коли Наполеон, усвідомлюючи його стратегічне значення, виділив кошти на розширення гавані шляхом будівництва нового доку (його ще називають Док Бонапарта), шлюзів та молу, а також поглиблення Шельди, щоб дозволити більшим кораблям підходити до Антверпена. Наполеон сподівався, що, зробивши гавань Антверпена найкращою в Європі, він зможе протистояти Лондонському порту та перешкодити зростанню Британії. Однак він зазнав поразки в битві при Ватерлоо, перш ніж зміг реалізувати план.
У 1830 році місто було захоплене бельгійськими повстанцями, але цитадель продовжував утримуватися голландським гарнізоном під командуванням генерала Давіда Гендріка Шассе. Деякий час Шассе піддавав місто періодичним бомбардуванням, які завдали значної шкоди, а наприкінці 1832 року сама цитадель була обложена французькою Північною армією під командуванням Маршаля Жерара. Під час цієї атаки місто було ще більше пошкоджено. У грудні 1832 року, Шассе з почесною капітуляцією завершив облогу Антверпена (1832).
Пізніше в тому ж столітті Бріальмон побудував подвійне кільце фортець приблизно за 10 км від центру міста, оскільки Антверпен вважався життєво важливим для виживання молодої бельгійської держави. А в 1894 році в Антверпені було провелено Всесвітню виставку, яку відвідали 3 мільйони людей.

### XX століття

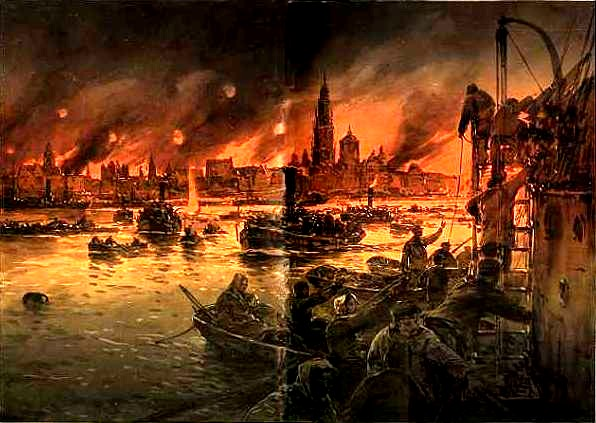
Німецьке бомбардування Антверпена, жовтень 1914 року, автор Віллі Штевер

Антверпен був першим містом, яке прийняло Чемпіонат світу з гімнастики в 1903 році. Під час Першої світової війни місто стало резервним пунктом бельгійської армії після поразки під Льєжем. Облога Антверпена тривала 11 днів, але місто було взято після важких боїв німецькою армією, і бельгійці були змушені відступити на захід. Антверпен залишався під німецькою окупацією до перемир'я.
Антверпен приймав літні Олімпійські ігри 1920 року.
Під час Другої світової війни місто було важливою стратегічною ціллю через свій порт. 
Він був окупований Німеччиною 18 травня 1940 року та звільнений британською 11-ю бронетанковою дивізією 4 вересня 1944 року. Після цього німці спробували знищити порт Антверпена , який використовувався союзниками для доставки нових матеріалів на берег. Було випущено тисячі ракет «Рейнбот» , «Фау-1» і «Фау -2» (більше «Фау-2», ніж було використано по всіх інших цілях за всю війну разом узятих), що завдало серйозної шкоди місту, але не знищило порт через низьку точність. Після війни Антверпен, де до війни вже було значне єврейське населення, знову став головним європейським центром ортодоксального юдаїзму харедів (і особливо хасидів).
Десятирічний план для порту Антверпена (1956–1965) розширив і модернізував інфраструктуру порту шляхом державного фінансування для будівництва ряду доків вздовж каналів. Ширшою метою було сприяти зростанню північно-східного столичного регіону Антверпена, який привернув нову промисловість на основі гнучкої та стратегічної реалізації проєкту як спільного виробництва між різними органами влади та приватними сторонами. Планом вдалося розширити лінійне планування вздовж річки Шельда, з’єднавши нові супутникові громади з основною смугою.
З 1990-х років Антверпен ребрендингував себе як центр моди світового рівня. Роблячи акцент на авангарді, він намагався конкурувати з Лондоном, Міланом, Нью-Йорком і Парижем. Він виник із організованого туризму та мегакультурних заходів. 

## Міський пейзаж і архітектура
Архітектура Антверпена — захоплююче поєднання старого та нового, з багатою культурною спадщиною, яка охоплює періоди від готики та ренесансу до сучасних дизайнів. Вже в XVI столітті місто відзначалося багатством своїх громадян (Antwerpia nummis). По всьому місту збереглися будинки цих багатих купців і фабрикантів. Проте вогонь знищив кілька старих будівель, таких як будинок Ганзейського союзу на північних набережних у 1891 році. Під час Другої світової війни місто також зазнало значної шкоди від V-бомб. Ось деякі найпомітніші приклади різноманітної архітектури Антверпена:
- Портова будівля[en], спроєктована Захою Хадід, є сучасною пам’яткою, яка поєднує відреставровану неокласичну будівлю з футуристичною скляною прибудовою.
- Будівля уряду провінції, спроєктована архітекторами Ксавер де Гейтер[en] Architects, — унікальна будівля трикутної форми з фасадом із натурального каменю, розташована в історичному центрі міста.
- DeSingel[en], культурний центр із модерністським дизайном, поєднує скло та бетон і вважається архітектурним дивом.
- Палац правосуддя[en], шедевр Річарда Роджерса, — приголомшлива сучасна будівля з видатним куполом і інноваційним використанням скла та сталі.
- Музей The MAS із характерним фасадом із червоного пісковику — сучасна будівля, яка розповідає про багату морську історію Антверпена.
- Район Цуренборг[en] відомий своєю прекрасною архітектурою в стилі модерн із складними деталями, барвистою мозаїкою та вітражами.
- Мезун Ґюєтте — житловий будинок, спроєктований швейцарсько-французьким архітектором Ле Корбюзьє у співпраці з бельгійським архітектором Полем Де Майєром в 1926 — 1927 роках. Maison Guiette вважається раннім зразком творчості Ле Корбюзьє в Європі. Зараз він внесений до списку Світової спадщини ЮНЕСКО та визнаний важливим прикладом модерністської архітектури.
- De Boerentoren[en], або «Вежа фермера», — історичний хмарочос у стилі ар-деко, який колись був найвищою будівлею в Європі.
- Театр Бурла[en] з його неокласичним стилем є історичним театром, який бере початок у 19 столітті.
- Історична бібліотека Гендрика Консіанса[en]. Бібліотека була заснована в 1481 році і є однією з найстаріших і найбільших історичних бібліотек Бельгії. Тут зберігається понад 1,5 мільйона книг, рукописів та інших документів, що стосуються історії та культури Фландрії.
- У Королівському музеї витончених мистецтв з його неокласичним стилем зберігається величезна колекція фламандського мистецтва XIV — XX століття.
- Центральний вокзал Антверпена, прекрасний залізничний вокзал у стилі боз-ар, є одним із найвражаючих прикладів залізничної архітектури в Європі.
- Сінт-Аннатунель,[38] також знаний як Вутгангерстюннел, — тунель завдовжки 572 м. Він був відкритий в 1933 році і був спроєктований інженером Еміелем Ван Авербеке. Тунель сполучає береги річки Шельда, історичний центр міста з околицями Лівого берега. Здебільшого він виготовлений із залізобетону та має дизайн інтер’єру в стилі арт-деко з керамічною плиткою, декоративними освітлювальними приладами та декоративними панелями. Однією з його унікальних особливостей є дерев'яний ескалатор, який працює з моменту відкриття тунелю. Сьогодні Вутгангерстюннел є популярною туристичною визначною пам'яткою та ключовим транспортним сполученням для пасажирів і гостей Антверпена.
- Район Ньїв-Зеїд (новий південь), розташований біля річки на місці занедбаних залізничних колій, Ньїв-Зеїд проєктується як зелений район. Проєкт, який не буде завершено до 2030 року, містить будівлі відомих міжнародних архітекторів, таких як Макс Дудлер[en], Стефано Боері[en], Петер Цумтор, Бан Сігеру і Кадзуйо Седзіма.

Антверпен також є домівкою для багатьох історичних будівель у стилі готики, бароко та ренесансу, таких як Антверпенська ратуша, собор Богоматері, церква Св. Якова, музей Влесгейс та церква Св. Карла Борромео.
Загалом архітектура Антверпена — захоплююче поєднання стилів, що демонструє багату культурну спадщину міста та його інноваційний підхід до сучасного дизайну.

## Парки та зони відпочинку
Антверпен має різноманітні парки та зони відпочинку для місцевих жителів і туристів. Однією з найпопулярніших пам'яток є Антверпенський зоопарк. Він був відкритий 21 липня 1843 року, що робить його одним із найстаріших і найвідоміших зоопарків у світі. Зоопарк займає площу 10 га і є домівкою для понад 5000 тварин понад 950 видів. Зоопарк розташований поруч із центральним вокзалом Антверпена на площі Конінгін-Астрідплейн. Антверпенський зоопарк відіграв свою роль у програмі збереження та розмноження кількох видів, що перебувають під загрозою зникнення, зокрема окапі, коня Пржевальського, конгойського павича, бонобо, золотоголового лева тамарина, європейської видри та морського коника Книсна. Вони беруть участь у Європейській програмі зникаючих видів. 1 січня 1983 року весь парк (архітектурно-садовий) був зарахований до пам'яток. 
Серед інших відомих парків:
- Парк Нахтегален[en] з кількома прилеглими парками на південь від Антверпена. Загальна площа 90 га. Усі парки були побудовані навколо замку та були придбані муніципалітетом Антверпена в 1910 році. Парки складаються з парку Ден-Брандт (21 га), Фоґелензанг (40 га) і парку Міддельгейм [39]  (24 га), який має музей скульптур просто неба, де представлено понад 400 творів мистецтва. Протягом року в парку також проводяться різноманітні концерти та фестивалі просто неба, що робить його популярним місцем для відвідувачів.
- Рівіренгоф —- це великий громадський парк, розташований у районі Дерне. Парк займає площу 130 га і має прекрасні сади, озера, ставки та пішохідні доріжки. Парк Рівіренгоф спочатку був розроблений в 1920-х роках як парк відпочинку для робітничого класу, і відтоді став улюбленою зеленою зоною як для місцевих жителів, так і для туристів.
- Парк Спор-Норд — великий міський парк, розташований у північній частині Антверпена, Бельгія. Парк займає площу приблизно 24 гектари і був побудований на місці колишньої залізничної станції. Це популярне місце як для місцевих жителів, так і для туристів і має широкий спектр зручностей і атракціонів, включаючи ігрові майданчики, спортивні майданчики, скейт-парк, майданчик для гри в петанк, громадський сад, а також кілька ресторанів і кав'ярень.
- Стадспарк — громадський парк, розташований у центрі Антверпена. Він був спроєктований ландшафтним архітектором Едуардом Кейлігом і відкритий у 1869 році. Парк займає площу приблизно 14 гектарів.
- Ще одним популярним місцем для відвідувачів є Ботанічний сад[en], який може похвалитися різноманітністю екзотичних рослин і квітів з усього світу.
- Букенбергпарк — громадський парк, розташований у районі Дерн. Він відомий своїм унікальним відкритим басейном, який наповнюється фільтрованою дощовою водою. Сам парк займає площу близько 12 га і містить пішохідні доріжки, сади та дитячі майданчики.
- Те-Буларпарк — громадський парк, розташований у районі Боргерхаут. Парк займає площу 8,2 га і є популярним місцем відпочинку як для місцевих жителів, так і для гостей міста.
- Гобокенс-польдер[40] — природний заповідник, розташований в окрузі Гобокен. Займає площу близько 170 га і складається з луків, полів, боліт і лісів. Спочатку територія використовувалася для сільськогосподарських потреб, але в 1990-х роках була перетворена на заповідник.

## Економіка та освіта
Промисловість Антверпена розвинулась на базі імпортованої сировини. Головні галузі: кольорова металургія, транспортне машинобудування, переробка нафти, хімічна (мінеральні добрива, фарби), бавовняна, консервна промисловість, алмазогранування. Вантажообіг порту становить близько 189,4 мільйонів тонн на рік.
В Антверпені розташовані Колоніальний університет, Комерційний інститут, Академія мистецтв.

### Порт
У 2005 році порт Антверпена був сімнадцятим за вантажообігом портом у світі і поступався лише Роттердаму в Європі. Він обробив 235,2 мільйона тонн вантажів в 2018 році. Він обробляє великі обсяги загальних та важких, а також сипучих вантажів. У портовій зоні Антверпена, є п'ять нафтопереробних заводів, з великою концентрацією нафтохімічних виробництв, поступаючись лише нафтохімічному кластеру в Х'юстоні, штат Техас. Виробництво електроенергії — також важлива галузь економіки, АЕС Дул має чотири працюючі енергоблоки, ТЕС Калло, а також декілька менших установок комбінованого циклу. У північній частині портової зони знаходиться вітроелектростанція.

## Транспорт

### Залізниця
Антверпен-Центральний є вузловою станцією ліній на північ до Ессена та Нідерландів, на схід до Тюрнхаута, на південь до Мехелена, Брюсселя та Шарлеруа та на південний захід до Гента та Остенде. Його обслуговують міжнародні потяги та потяги Thalys до Амстердама, Роттердама та Парижа, а також національні потяги до Гента, Брюгге, Остенде, Брюсселя, Шарлеруа, Гасселта, Льєжа, Левена та Тюрнгаута. Центральний вокзал Антверпена сам по собі є пам’яткою архітектури, про нього згадується в романі В. Г. Зебальда «Аустерліц». До завершення у 2007 році тунелю, який пролягає на північ під центром міста та виходить на стару станцію Антверпен-Дам, Антверпен-Центральний був тупиковою станцією. Потяги з Брюсселя до Нідерландів мали або робити реверс на станції Антверпен-Центральний, або зупинятися лише на станції Берхем, що за 2 км на південь, а потім описати півколо на схід, огинаючи Сингель. Тепер вони заходять на новий нижній рівень станції, перш ніж продовжити рух у тому ж напрямку.
Антверпен також має станцію Антверпен-Норд, найбільшу сортувальну станцію Бельгії та другу за вантажообігом Європи. Більшість вантажних поїздів у Бельгії вирушають або прибувають сюди. Вона має дві сортувальні гірки та понад сотню рейок.

### Місцевий громадський транспорт
Місто має мережу трамвайних і автобусних ліній, якими керує De Lijn і забезпечує доступ до центру міста, передмість і Лівого берега. 
Трамвайна мережа налічує 14 ліній, з яких підземна дільниця називається «преметро» і має тунель під річкою. Площа Франкліна Рузвельта функціонує як головний транспортний вузол міста для місцевих і регіональних автобусних ліній. 

### Автодорожній
Шестисмугова об’їзна автострада оточує більшу частину центру міста та проходить через міський житловий район Антверпена та забезпечує сполучення автомагістралями з Брюсселем, Гасселтом і Льєжем, Гентом, Ліллем і Брюгге, а також Бредою і Бергеном-оп-Зомом (Нідерланди). 
Береги Шельди сполучені трьома автомобільними тунелями (у порядку будівництва): тунель Ваасланд (1934), тунель Кеннеді (1967) і тунель Лифкенсхук (1991).
У 2017 році було нарешті вирішено завершити кільцеву дорогу Антверпена новим тунелем через Шельду. На компромісі з громадянським суспільством було також вирішено, що кільцева дорога в довгостроковій перспективі буде повністю завершено. Частиною тієї ж угоди є те, що магістралі, розташовані далі від центру міста, будуть розвиватися, а кількість моторизованих поїздок у всьому транспорті має бути зменшено до 50%.
Багато автобусів FlixBus зупиняються на центральній площі Франкліна Рузвельта.

### Авіаційний
Антверпенський міжнародний аеропорт розташований за 2 км від центру міста у районі Дерне. Основні напрямки перельотів — Лондон і Манчестер. За 45 км від міста знаходиться брюссельський аеропорт, сполучений з містом залізничним та автобусним транспортом.

### Водний
З 2017 року в центрі міста регулярно курсує водний пором, який сполучає його з містами вгору та вниз по річці Шельда від Круйбеке до Лілло.
Ця послуга називається DeWaterbus. Він популярний як серед портових робітників, які їдуть на роботу, так і серед велосипедистів, які їздять на день.

## Пам'ятки архітектури і музеї

Фламандська опера, Антверпен, поч. 20 ст.

- Собор Антверпенської Богоматері (1352—1616), найвищий у Бенілюксі та найвища будівля міста
- Монумент на честь будівничих катедрального собору
- Церква святого Якова (1491–1656)
- Ратуша в стилі Відродження (1561—1565, архітектор Корнеліс Флоріс)
- Будинки-музеї : Будинок Рубенса (бл. 1611—1618) і друкарів Плантен-Моретюс (16—17 століття)
- Королівський музей витончених мистецтв (1880—1890)
- «Хмарочос» (1931, архітектор Р. Ван-Гунакер)
- Фонтан Брабо
- Центральний залізничний вокзал Антверпена
- Музей The MAS

## Населення
Історичне населення міста без урахування муніципалітета:
- 1374: 18 000[41]
- 1486: 40 000[42]
- 1500: близько 44/49 000 жителів[43]
- 1526: 50 000[44]
- 1567: 105 000 (90,000 постійних жителів та 15,000 «мігруючих», включаючи купців та солдатів. Входив до 10 найбільших міст Європи.)[44]
- 1575: близько 100 000 (після Інквізиції)
- 1584: 84 000 (після двох облог та Кальвіністської республіки)
- 1586: 60 000 (після битви)
- 1591: 46 000
- 1612: 54 000[45]
- 1620: 66 000 (Дванадцятирічне перемир'я)
- 1640: 54 000 (після епідемії чуми)
- 1700: 66 000[46]
- 1765: 40 000
- 1784: 51 000
- 1800: 45 500
- 1815: 54 000[47]
- 1830: 73 500
- 1856: 111 700
- 1880: 179 000
- 1900: 275 100
- 1925: 308 000
- 1959: 260 000[48]
- 1991: 467 500
- 2007: 472 071

## Клімат
Антверпен має океанічний клімат (Köppen: Cfb), подібний до Південної Англії, з прохолодною зимою, теплим літом і частими, хоча й невеликими, опадами протягом року. 
Завдяки впливу Гольфстріму, Антверпен має відносно м’який клімат протягом року, середня температура коливається від 4 °C до 19 °C протягом року.
| Клімат міста, 1961−1990                    | Клімат міста, 1961−1990 | Клімат міста, 1961−1990 | Клімат міста, 1961−1990 | Клімат міста, 1961−1990 | Клімат міста, 1961−1990 | Клімат міста, 1961−1990 | Клімат міста, 1961−1990 | Клімат міста, 1961−1990 | Клімат міста, 1961−1990 | Клімат міста, 1961−1990 | Клімат міста, 1961−1990 | Клімат міста, 1961−1990 | Клімат міста, 1961−1990 |
| Показник                                   | Січ.                    | Лют.                    | Бер.                    | Квіт.                   | Трав.                   | Черв.                   | Лип.                    | Серп.                   | Вер.                    | Жовт.                   | Лист.                   | Груд.                   | Рік                     |
| Середній максимум, °C                      | 6,2                     | 7,0                     | 10,8                    | 14,4                    | 18,4                    | 20,9                    | 23,2                    | 23,1                    | 19,7                    | 15,3                    | 10,1                    | 6,6                     | 14,7                    |
| Середня температура, °C                    | 3,4                     | 3,7                     | 6,8                     | 9,6                     | 13,6                    | 16,2                    | 18,5                    | 18,2                    | 15,1                    | 11,3                    | 7,0                     | 4,0                     | 10,6                    |
| Середній мінімум, °C                       | 0,7                     | 0,5                     | 2,8                     | 4,8                     | 8,8                     | 11,7                    | 13,8                    | 13,2                    | 10,6                    | 7,4                     | 4,1                     | 1,5                     | 6,7                     |
| Середня кількість сонячних годин на місяць | 57                      | 77                      | 122                     | 177                     | 208                     | 202                     | 214                     | 202                     | 144                     | 116                     | 62                      | 47                      | 1625                    |
| Норма опадів, мм                           | 69.3                    | 57.4                    | 63.8                    | 47.1                    | 61.5                    | 77.0                    | 80.6                    | 77.3                    | 77.2                    | 78.7                    | 79.0                    | 79.5                    | 848.4                   |
| Днів з опадами                             | 12,3                    | 10,6                    | 12,0                    | 9,2                     | 10,6                    | 10,4                    | 10,2                    | 9,9                     | 10,3                    | 11,4                    | 12,9                    | 12,8                    | 132,7                   |
| ------------------------------------------ | ----------------------- | ----------------------- | ----------------------- | ----------------------- | ----------------------- | ----------------------- | ----------------------- | ----------------------- | ----------------------- | ----------------------- | ----------------------- | ----------------------- | ----------------------- |

## Спорт
У місті діє професійний футбольний клуб «Антверпен».

## Особи, пов'язані з Антверпеном
- Антоніс Мор (1519—1578), художник
- Плантен Крістоф (1514/20-1589), друкар, видавець, книготорговець
- Йоахим Патінір (1475—1524), художник
- Альбрехт Дюрер (1471—1528), художник
- Пітер Кук ван Альст (1502—1560), художник
- Пітер Брейгель старший (1525—1569), художник
- Жак Йонгелінк (1530—1606), скульптор і медальєр
- Артус Квеллінус Старший (1606—1668), скульптор
- Томас Квеллінус (1661—1709), скульптор
- Пітер Пауль Рубенс (1577—1640), художник
- Теодор Ромбоутс (1597—1637), художник караваджист
- Адріан Брауер (1605—1638), художник
- Антоніс ван Дейк (1599—1641), художник
- Корнеліс де Вос (1584—1651), художник
- Франс Снейдерс (1578—1657), художник
- Давід Тенірс молодший (1610—1690), художник
- Якоб Йорданс (1593—1678), художник
- Йоос де Момпер (1564—1635), художник
- Луї Галле (Louis Gallait, 1810—1887), художник доби романтизму
- Курт Пейзер (1887—1962), художник, графік
- Клячко Юрій Аркадійович (1910—2004), радянський хімік
- Йос ван Іммерсел (нар. 1945), клавесиніст, піаніст, (Автентичне виконавство)
- Гіслен Клоке (1924—1981) — французький кінооператор.

## Галерея

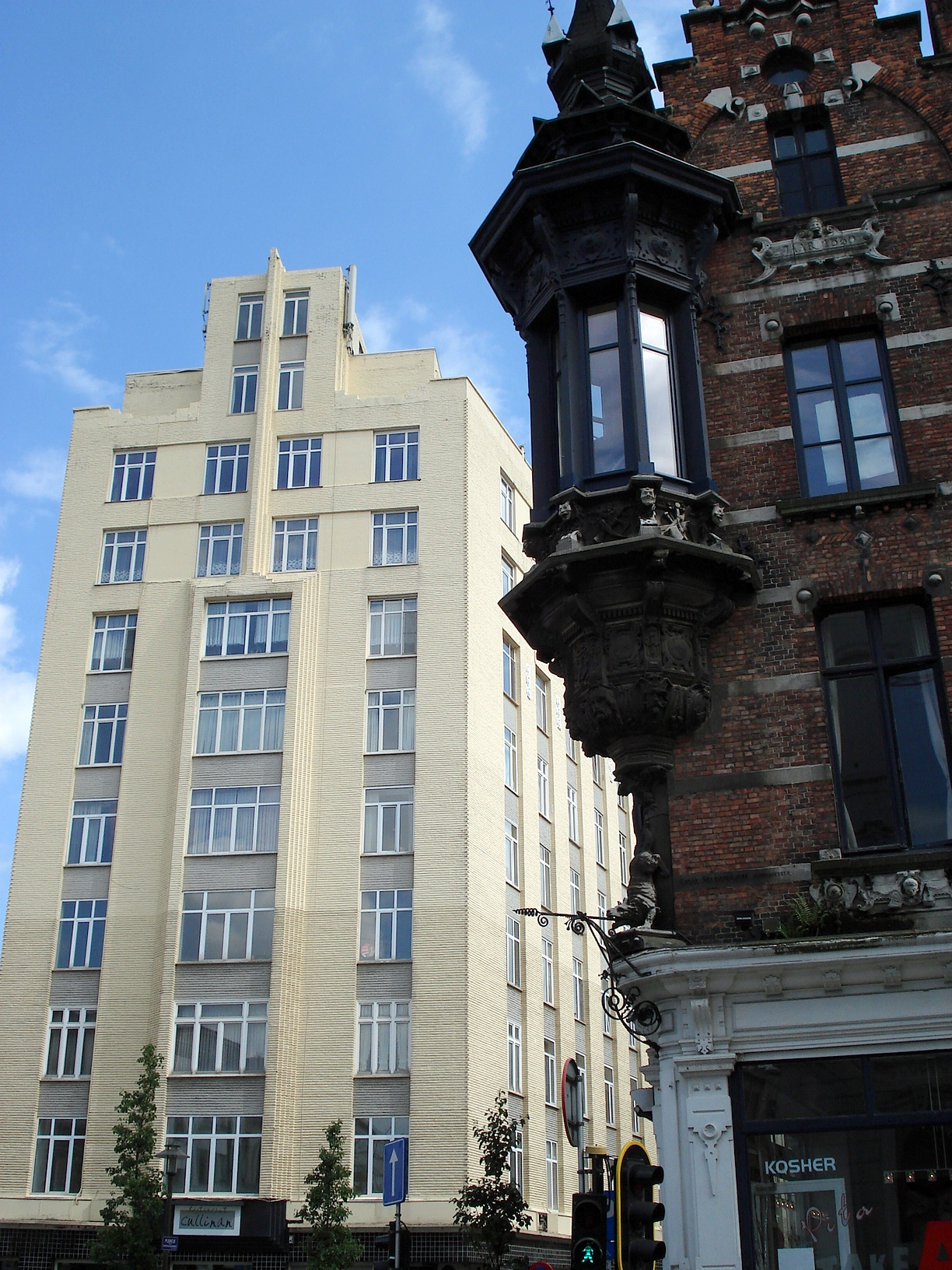
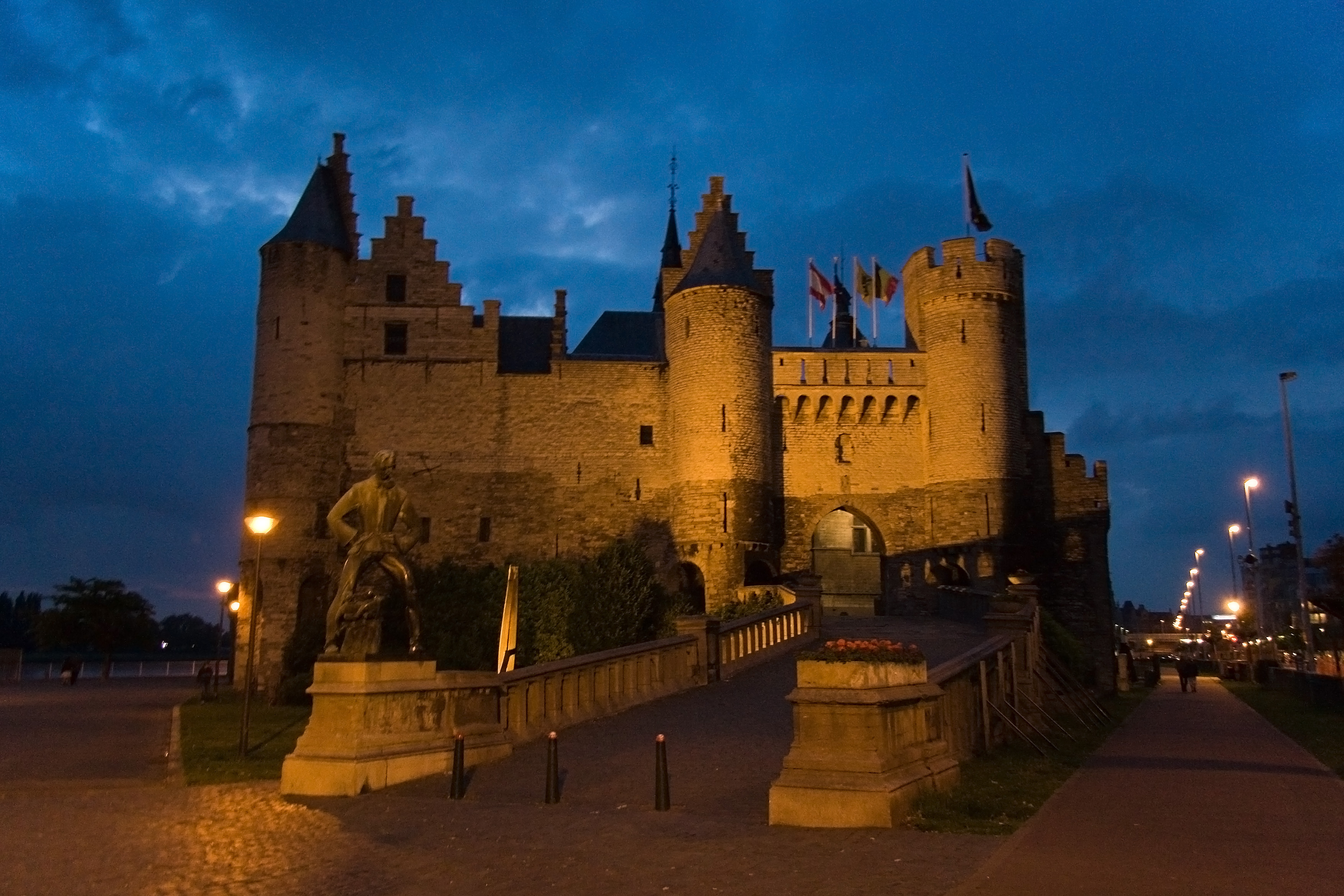
Замок Стен
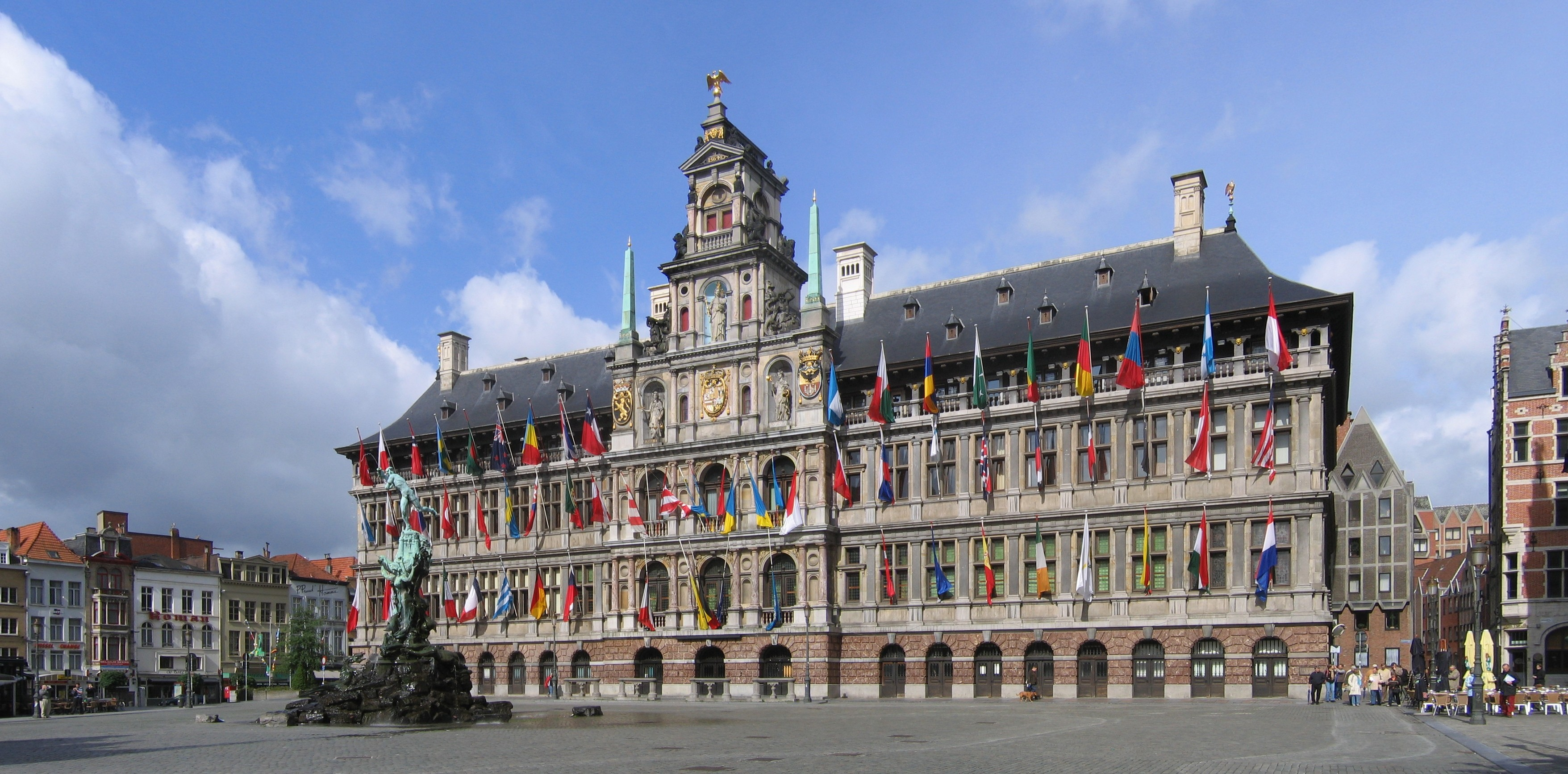
Антверпенська ратуша
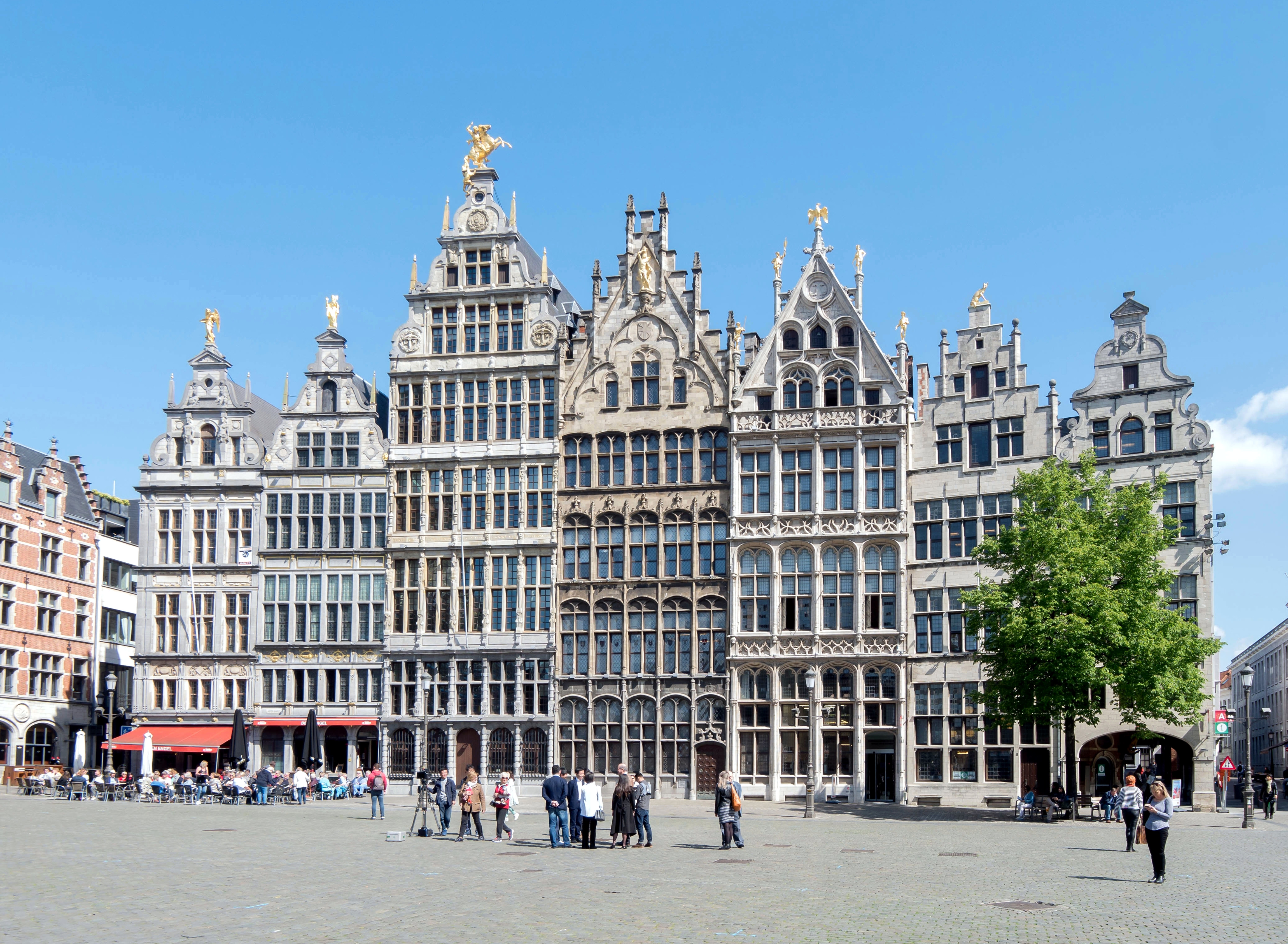
Будинки на Ринковій площі
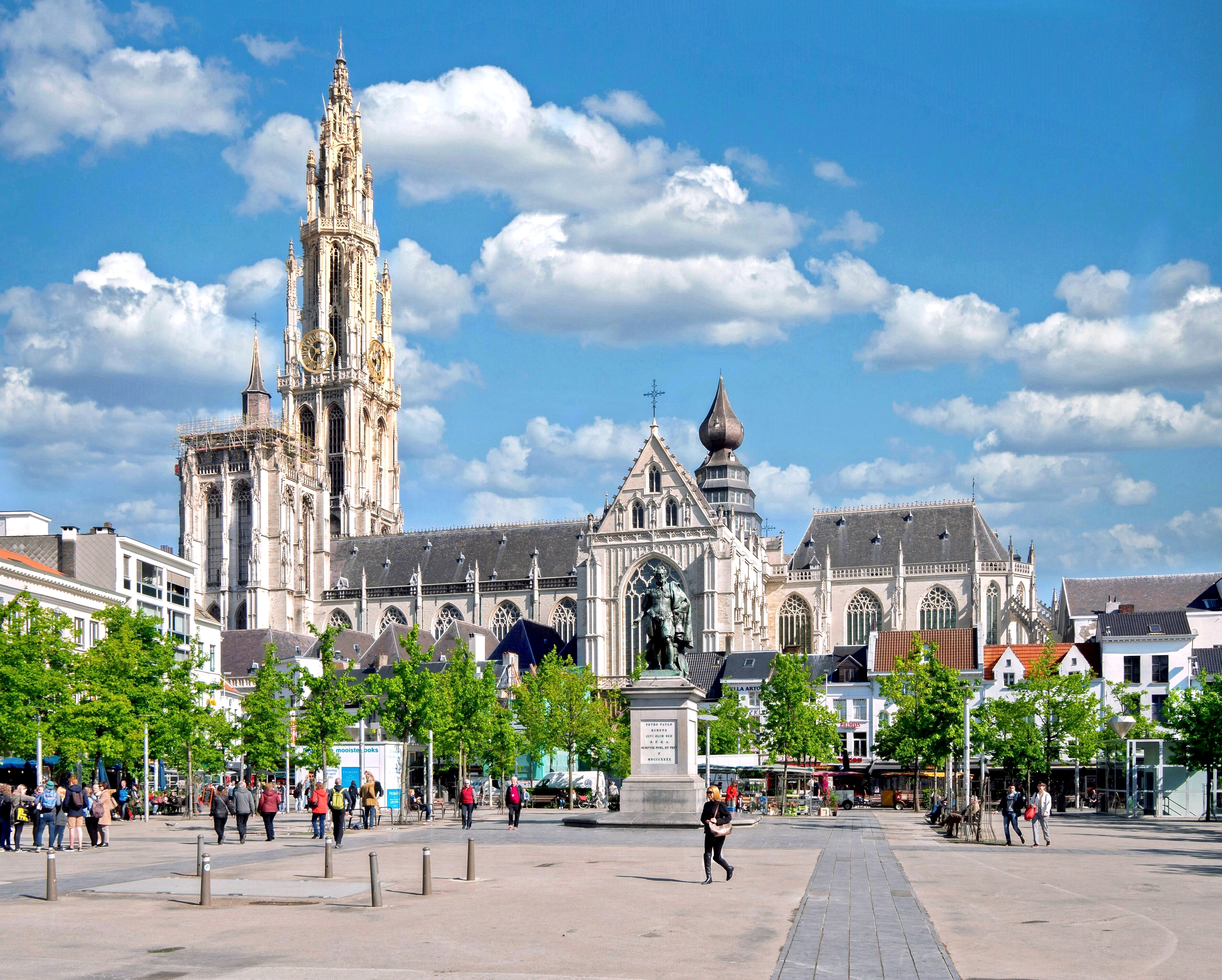
Кафедральний собор
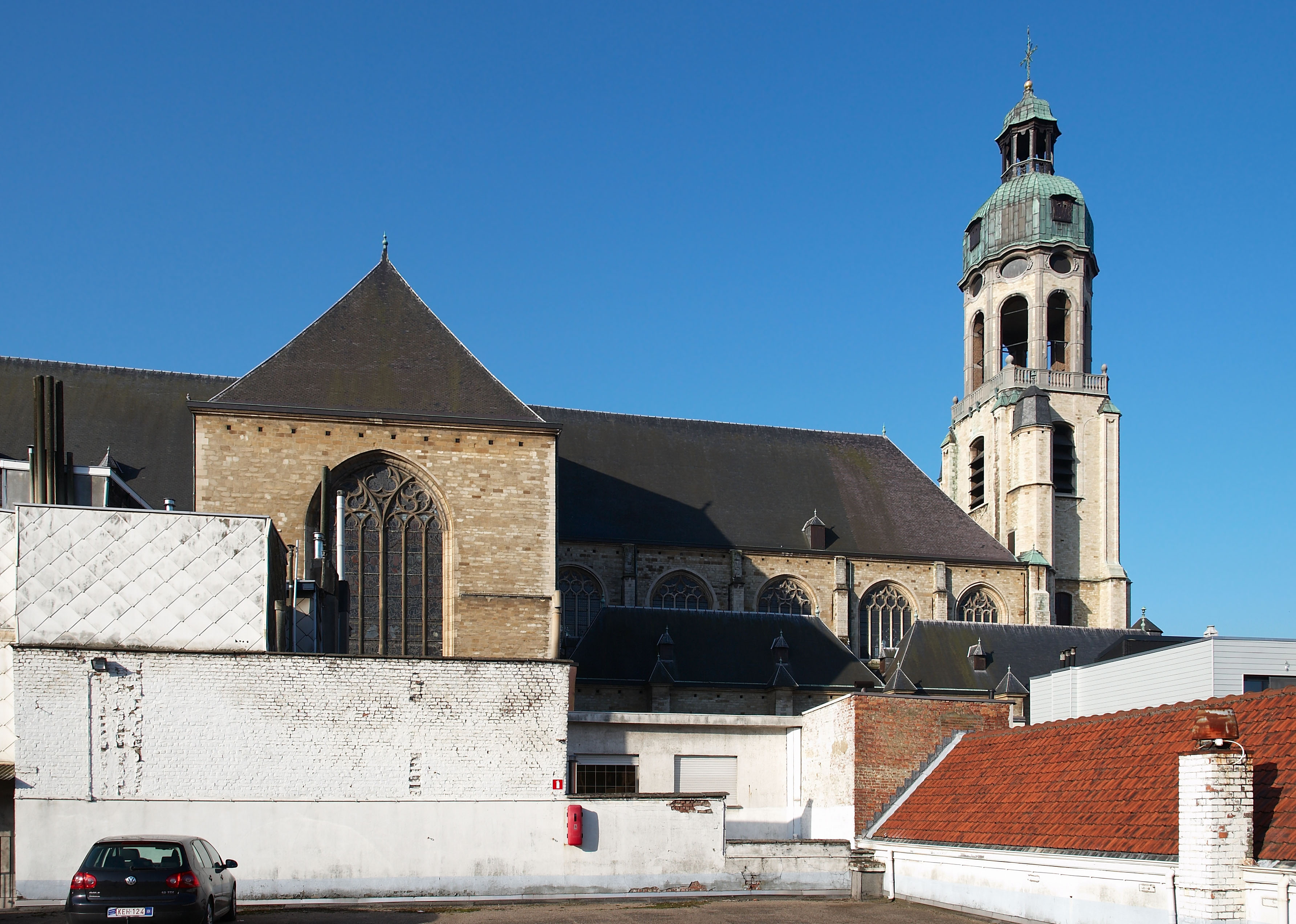
Антверпенська церква Св. Андрія
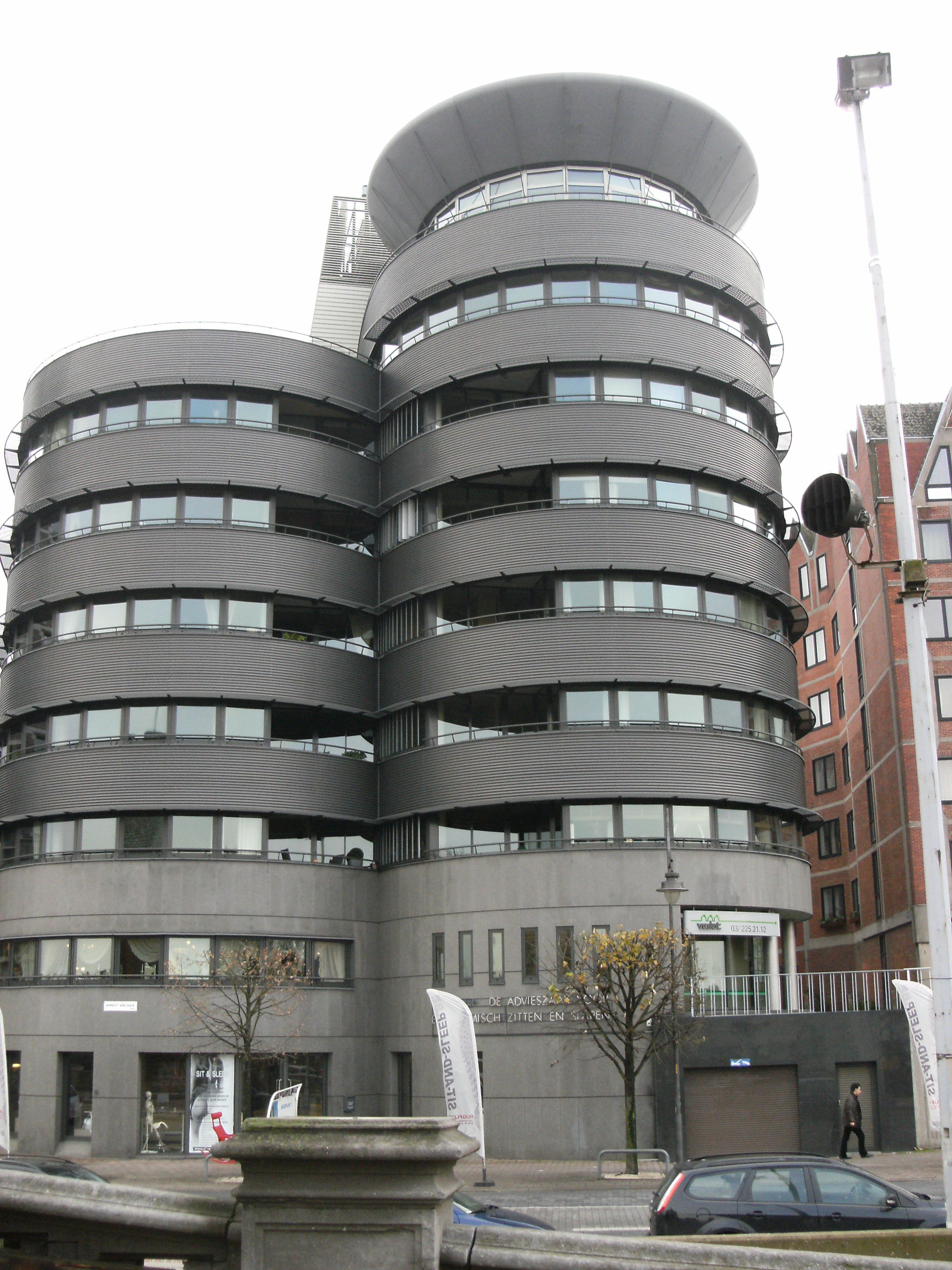
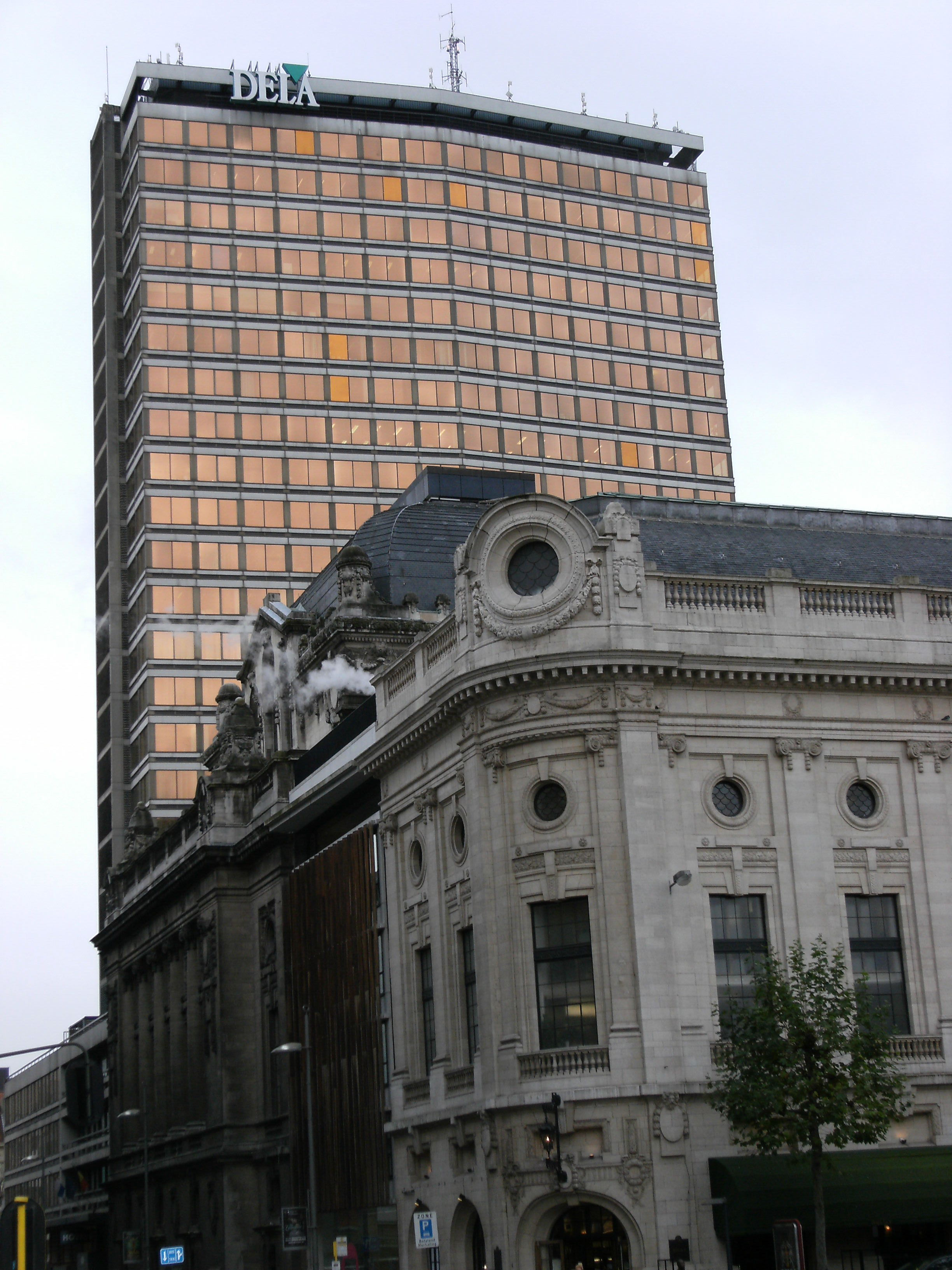
Будинки на вулиці Кайзерлей